# Куприянчик Оксана Володимирівна
Куприянчик Оксана Володимирівна (27 лютого 1989, с. Ратнів, Волинська область, Україна) - українська інструкторка з тактичної медицини, військовослужбовиця Збройних Сил України, фахівчиня з реабілітації та масажу, громадська діячка. Керівниця Луцького підрозділу ГО «Центр тактичної медицини Схід ім. Мухіна Єфрема Йосиповича». Провайдер сертифікованих курсів BLS, CLS, інструкторка за міжнародними стандартами НАТО TCCC. Інструктор з базової військової підготовки за програмою операція INTERFLEX на базі Великої Британії. Учасниця бойових дій, має військове звання сержанта. 

## Біографія
Народилася 27 лютого 1989 року в селі Ратнів Луцького району Волинської області. Закінчила Заборольську ЗОШ І–ІІІ ступенів, а згодом — Луцький базовий медичний коледж (2008) за спеціальністю «Сестринська справа». У 2013–2016 роках здобула освіту у Луцькому інституті розвитку людини Університету «Україна» (спеціальність — реабілітація), а в 2016–2018 роках — ступінь магістра у ПВНЗ «Академія рекреаційних технологій і права» за спеціальністю «Фізична культура і спорт». 

## Професійна діяльність
Працювала медсестрою та масажисткою в державних і приватних медичних закладах. Пізніше займала адміністративні посади в галузі фітнесу, відкрила власну справу як ФОП (2020). З 2023 року — інструкторка з тактичної медицини та активна учасниця військовогуманітарних навчань. 

## Діяльність у сфері тактичної медицини
У 2023 році приєдналася до ГО «Центр тактичної медицини Схід ім. Мухіна Є.Й.», де почала викладати тактичну медицину відповідно до міжнародних протоколів НАТО: 
• Провела навчання для студентів та викладачів Національного університету «Львівська політехніка» за протоколом TCCC ASM.
• Була інструкторкою масштабного навчання з тактичної медицини у Львівському державному університеті безпеки життєдіяльності, яке увійшло до Книги рекордів України як найбільше в Україні одночасне практичне заняття з домедичної допомоги.
• Проводила курси для працівників сервісних центрів МВС у Волинській області з надання першої допомоги в екстрених ситуаціях. 
Сертифікована як інструкторка за програмами: 
• BLS (Basic Life Support) 
• CLS (Combat Life Saver) — сертифікат міжнародного зразка від NAEMT 
• TCCC ASM — тактична допомога пораненим у бойових умовах Військова служба Із листопада 2023 року проходить службу у Збройних Силах України (військова частина А0998), має звання молодшого сержанта. Брала безпосередню участь у бойових діях у Донецькій та Луганській областях, де здійснювала стабілізацію поранених, надаючи допомогу на передовій. Також проводить регулярні тренування з тактичної медицини для особового складу. 

## Визнання
• Національний рекорд України (2023) — учасниця найбільшого масового тренування з тактичної медицини серед студентів України. 
• Подяка від військової частини А7337 — за вагомий внесок у підготовку військовослужбовців та підтримку підрозділу. 
• Висока оцінка від ГО «Центр тактичної медицини Схід» — за системність, точність викладання, відданість справі та практичну ефективність навчань. 
• Має репутацію фахової, відповідальної та харизматичної інструкторки, здатної працювати у високостресових умовах.